# Třída Dorina
Třída Dorina byla třída korvet nigerijského námořnictva. Jedná se o typ Vosper Mk 3 od anglické loďařské firmy Vosper Thornycroft. Celkem byly postaveny dvě jednotky této třídy.

## Stavba
Třídu tvoří dvě jednotky postavené v anglických firmy Vosper Thornycroft.
Jednotky třídy Dorina:
| Jméno        | Založení kýlu  | Spuštění na vodu | Dokončení | Status       |
| ------------ | -------------- | ---------------- | --------- | ------------ |
| Dorina (F81) | 26. ledna 1970 | 16. září 1970    | 1972      | vyřazen      |
| Otobo (F82)  | 28. září 1970  | 25. května 1971  | 1972      | vyřazen 1987 |

## Konstrukce
Výzbroj plavidel tvoří dva 102mm kanóny QF 4-pounder Mk XIX v dělové věži na přídi, dva 40mm a dva 20mm kanóny. Pohonný systém tvoří dva diesely MAN V8V 24/30B, každý o výkonu 4000 hp, pohánějící dva lodní šrouby. Nejvyšší rychlost dosahuje 22 uzlů. Dosah je 3000 námořních mil při rychlosti 14 uzlů.